# N1
N1 televizija (skraćeno N1) informativna je televizijska postaja pokrenuta 30. listopada 2014. koja program emitira 24 sata dnevno.
N1 ima sjedište u Zagrebu, Beogradu i Sarajevu te pokriva događanja u Hrvatskoj, Srbiji i Bosni i Hercegovini. N1 sastoji se od tri televizijska kanala: N1 Hrvatska, N1 Srbija i N1 BiH. Televizijski kanal emitira se putem kabelskih operatera u Hrvatskoj, Bosni i Hercegovini, Sjevernoj Makedoniji, Crnoj Gori, Sloveniji i Srbiji, DTH platforme u Europi i širom svijeta te kroz OTT platformu Net TV Plus. N1 je CNN-ov međunarodni partner za emitiranje. Usmjeren je na gledateljstvo tri zemlje u kojima se nalazi te svaka od zemalja ima svoj odvojeni program s tri odvojene uređivačke politike, skupine novinara, TV studija, a također i odvojene internet i mobilne platforme. Prilikom većih događaja u drugim zemljama dolazi do reemitiranja drugog televizijskog kanala N1 grupe.
N1 je vlasništvo kompanije Adria News Sarl, u okviru tvrtke United Media, a koja je član grupacije United Group. United Group je od ožujka 2019. godine u većinskom vlasništvu BC Partners, vodeće globalne investicijske kompanije.
Početkom ožujka 2021. godine, vlasnik kanala N1, United Media završava pregovore s kabelskim distributerom A1 Hrvatska s kojim ne dolazi do poslovne suradnje. Zbog toga, kanal N1 te Sport klub od 29. ožujka 2021. više neće biti u ponudi tog telekom operatera već isključivo putem MAXtv-a Hrvatskog telekoma i vlastitog EON-a.

## Program
N1 svoj program emitira 24 sata dnevno od čega se dio programa emitira uživo iz studija N1 televizije ili javljanja uživo iz cijele Hrvatske. Glavne informativne emisije programa su jutarnji program Novi dan i dnevna informativna emisija N1 studio uživo. Osim informativnih emisija u kojima je cilj prenositi najnovijim informacijama iz zemlje i svijeta u realnom vremenu, N1 emitira emisije razgovornog formata kao i emisije za zabavu, opuštanje, dokumentarne emisije i emisije o showbizu. Petkom u večernjem terminu emitira se emisija Crvena linija u kojoj troje gostiju, po jedan iz Hrvatske, Srbije i Bosne i Hercegovine raspravljaju o aktualnim temama u tim zemljama. Večernji dio programa i program vikendom je rezerviran za kratke emisije Horizonti, Fenomeni, Neistraženo, DW Euromaxx i DW Tomorrow Today te Tech Radar urednika i voditelja Dragana Petrića, domaći putopisni serijal Zalogaj i kulinarski serijal Okusi Hrvatske.
16. rujna 2024. godine zagrebačka N1 televizija predstavlja novu televizijsku shemu ukidanjem emisija Newsroom i Dnevnik te kao zamjena, emitira emisiju Pregled dana. 
21. siječnja 2025. godine zagrebačka N1 televizija predstavlja reorganizaciju poslovanja radi osiguravanja održivosti i budućeg razvoja. Televizija od toga  dana mijenja televizijsku shemu, a dio djelatnika dobiva otkaz. Procesom reorganizacije ukidaju se studijske emisije Točka na tjedan i Newsnight, a subotom i nedjeljom nema studijskog programa iz zagrebačkog studija. 16. lipnja 2025. godine počinje ljetna shema N1 Hrvatska uz emisije radnim danima Novi dan, N1 Info i Pregled dana. 
| Radni dan | 08:00 – 11:00 Novi dan                          | 12:00 – 12:15 N1 Info | 14:00 – 14:15 N1 Info | 17:30 – 18:15 Pregled dana |
| Subota    | 09:00 – 11:00 Novi dan (iz studija N1 Sarajevo) | –                     | –                     | –                          |
| Nedjelja  | –                                               | –                     | –                     | –                          |

## TV osobe
- Tihomir Ladišić – direktor programa N1 Hrvatska, news direktor, urednik i voditelj emisije Novi dan
- Tina Žagar – izvršna producentica
- Vanja Kranic – izvršna producentica
- Nina Kljenak – urednica i voditeljica emisija Novi dan, N1 Info, Pregled dana i reporterka
- Hrvoje Krešić – urednik i voditelj emisija Novi dan, N1 Info, Pregled dana i reporter
- Ivan Hrstić – urednik i voditelj emisija Novi dan, N1 Info, Pregled dana i reporter
- Marinela Ruškovački – urednica i voditeljica emisija N1 Info, Pregled dana i reporterka
- Tina Kosor Giljević – urednica i voditeljica emisija N1 Info, Pregled dana i reporterka
- Tea Blažević – voditeljica vremenske prognoze
- Bojan Lipovšćak – voditelj vremenske prognoze
- Lana Horvat – reporterka
- Mateja Ištuk – reporterka
- Mateo Keller – reporter
- Borna Šmer – reporter
- Nikola Marković – reporter

### Bivša TV lica
- Matea Klišanin – urednica i voditeljica
- Jelena Bokun – reporterka
- Anka Bilić Keserović – urednica, voditeljica i reporterka
- Kristijan Božarov – voditelj vremenske prognoze
- Mila Moralić – urednica, voditeljica i reporterka
- Nataša Božić Šarić – urednica, voditeljica i reporterka
- Filip Raunić – izvršni producent
- Iva Puljić Šego – urednica, voditeljica i reporterka
- Nera Valentić – izvršna producentica
- Sandra Križanec – urednica, voditeljica i reporterka
- Ivana Tomić – urednica, voditeljica i reporterka
- Domagoj Novokmet – urednik, voditelj i reporter
- Ilija Jandrić – urednik, voditelj i reporter
- Ilija Radić – urednik, voditelj i reporter
- Mašenka Vukadinović – urednica i voditeljica
- Ivana Dragičević – urednica i reporterka
- Zoran Šprajc – urednik i voditelj
- Igor Bobić – urednik i voditelj
- Marko Perožić – urednik i voditelj
- Nataša Vidaković – reporterka
- Katarina Brečić – reporterka
- Ana Mlinarić – reporterka
- Antonio Zavada – reporter
- Hari Kočić – reporter
- Rade Županović – reporter

## Vanjske poveznice
- Službena stranica N1 televizije